# Sencenac-Puy-de-Fourches
Sencenac-Puy-de-Fourches korábbi község Franciaországban, Dordogne megyében. Lakosainak száma 238 fő (2018. január 1.). Sencenac-Puy-de-Fourches Brantôme községgel határos.
2019. január 1-jén öt másik korábbi községgel együtt Brantôme en Périgord-hoz csatolták és az új község része lett.

## Népesség
A település népessége az elmúlt években az alábbi módon változott:
| Lakosok száma | 221  | 191  | 176  | 193  | 199  | 239  | 236  | 237  | 236  | 238  |
|               | 1968 | 1975 | 1982 | 1999 | 2006 | 2011 | 2013 | 2016 | 2017 | 2018 |